# Fédération française de paintball
Pour les articles homonymes, voir FFP.
La Fédération française de paintball (FFP) , anciennement Fédération de paintball sportif (FPS) est une association loi de 1901 fondée le 3 mars 1996 et regroupant les clubs et associations de paintball français. Elle organise des compétitions nationales.

## Organisation de la FFP

### Rôles de la FFP
La Fédération Française de Paintball a pour rôle de :
- Fédérer l’ensemble des personnes rattaché à ce sport.
- Aider les associations dans les démarches administratives.
- Fournir une assurance spécifique au Paintball par le biais de ses licences.
- Être l’interlocuteur privilégié des autorités ministérielles et assure la transmission des informations.
- Définir les normes de sécurité et homologue le matériel de Paintball.
- Former et officialiser arbitres, moniteurs et instructeurs par le biais de stages fédéraux.
- Coordonner les tournois des ligues, et organise le Championnat de France.

### Les ligues régionales de la FFP
- Ligue Ile de France
- Ligue Centre
- Ligue Rhône Alpes
- Ligue Auvergne
- Ligue Bourgogne
- Ligue Franche Comté.
- Ligue Nord pas de Calais.
- Ligue Picardie
- Ligue Alsace Lorraine
- Ligue Champagne Ardennes
- Ligue Bretagne.
- Ligue Haute Normandie.
- Ligue Basse Normandie.
- Ligue Pays de la Loire
- Ligue Languedoc Roussillon
- Ligue PACA.
- Ligue Corse.
- Ligue Aquitaine
- Ligue Limousin
- Ligue Poitou Charente
- Ligue Midi Pyrénées
- Ligue Antilles.
- Ligue Guyane.
- Ligue Réunion.
- Ligue Polynésie.
- Ligue Nouvelle-Calédonie.

## La FFP en chiffre

### Les présidents
- Claude Halmoné (Mars 1996 – Juin 2000).
- Erick Niles (Juin 2000 – Septembre 2005).
- Romuald Gousseau (Septembre 2005 – Décembre 2005).
- Frédéric Rigal (Décembre 2005 – Mai 2006). Intérim
- Jean Charles Houssaye (Mai 2006 – Juin 2006). Intérim
- Jean Marc Hervault (Juin 2006 – Septembre 2008).
- Bruno Lemaire (Septembre 2008 – juin 2017).
- Laurent Capron (juin 2017 - en cours)

### Les licenciés
| Années       | 2000/2001 | 2001/2002 | 2002/2003 | 2003/2004 | 2004/2005 |
| Compétitions | 813       | 903       | 993       | 1072      | 1194      |
| Années       | 2005/2006 | 2006/2007 | 2007/2008 | 2008/2009 | 2009/2010 |
| Compétitions | 1330      | 1221      | 1426      | 1585      | 2006      |
| Années       | 2000/2001 | 2001/2002 | 2002/2003 | 2003/2004 | 2004/2005 |
| Loisirs      | 380       | 417       | 473       | 534       | 578       |
| Années       | 2005/2006 | 2006/2007 | 2007/2008 | 2008/2009 | 2009/2010 |
| Loisirs      | 672       | 751       | 833       | 785       | 994       |

## Les compétitions
La Fédération gère 3 formats de compétition :
- Le Semi 3
- Le Semi 5
- Le Semi 5 long, format choisi pour être celui du haut niveau, exigeant d’énormes qualités physiques, techniques, et tactiques.

| Niveau   | Type                                                                                             |
| -------- | ------------------------------------------------------------------------------------------------ |
| Niveau 1 | Ligue Nationale de Paintball. 12 équipes chaque saison, 3 qui montent, 3 qui descendent.         |
| Niveau 2 | Championnat de la Fédération de Paintball. 12 équipes qualifiées par les championnats Régionaux. |
| Niveau 3 | Championnats régionaux.                                                                          |